# Zimní stadion Josefa Kotase
Zimní stadion Josefa Kotase byl hokejový stadion v Ostravě pojmenovaný podle tehdejšího primátora města Josefa Kotase. Nalézal se u křižovatky ulic Českobratrská a Cingrova, v blízkosti železniční zastávky Stodolní. Využíval jej hokejový klub HC Vítkovice a také méně známý hokejový oddíl Baník Ostrava.

## Historie
Záměr stavby zimního stadionu s umělou ledovou plochou v Ostravě se objevil už v roce 1939 poté, co musel být pro oblevu odvolán zápas mezi ČSK Vítkovice a kanadským týmem Trail Smoke Eaters. Válka ale všem snahám o jeho stavbu učinila přítrž.

### Poválečné plány a výběr lokality
V dubnu 1946 byla pod vedením primátora Kotase zahájena akce „Budujeme Ostravu“, ve které Ostravané formou bezplatných brigád pomáhali obnovovat válkou poškozené a zničené budovy a rozvíjet městskou infrastrukturu. Mezi ni patřil i hokejový stadion, pro jehož výstavbu bylo vybráno prostranství nazývané Elblak u křižovatky ulic Českobratrská a Cingrova. Na něm už před první světovou válkou vznikly tenisové kurty, které byly během zimní sezony využívány jako kluziště. Pro potřeby nového zimního stadionu byla výhodou také blízkost městských jatek, jejichž technologie usnadňovaly chlazení ledové plochy.

### Výstavba a otevření
První práce na stavbě byly zahájeny 2. května 1947 slavnostním setkáním, kterého se zúčastnil primátor Josef Kotas. Výstavba probíhala rychle – ledová plocha a dřevěné tribuny byly vytvořeny za necelých šest měsíců. Nejprve byla v předvečer otevření pozvána široká ostravská veřejnost k volnému bruslení na nové umělé ledové ploše
Stadion byl slavnostně otevřen 28. října 1947 k 29. výročí vzniku samostatného Československa hokejovou exhibicí „Morava – Čechy“ (2:11), kterou sledovalo na nedokončených tribunách téměř 10 000 diváků. Byl to v pořadí pátý zimní stadion s umělou ledovou plochou v tehdejším Československu, po Praze, Bratislavě, Brně a Českých Budějovicích. Původní kapacita hlediště po úplném dokončení byla dimenzována pro 10 tisíc diváků, v pozdějších letech byla navýšena až na oficiálních 19 tisíc.

### Zastřešení tribun a ledové plochy
V roce 1948 došlo k zastřešení tribun a dostavění správní budovy. Ačkoli stadion stále ještě voněl novotou, měl své chyby. Tou hlavní byla kvalita ledu, kterou snižoval popílek. V těsné blízkosti stadionu vede železniční trať a spad z dýmu projíždějících parních lokomotiv dělal ledařům i bruslařům starosti. Proto byla v roce 1955 nad ledovou plochu byla instalována ocelová střešní konstrukce.
Na její výrobě, montáži a strojním usazení se podíleli zaměstnanci Vítkovických železáren Klementa Gottwalda a Hutních montáží. Konstrukce vážící 320 tun byla dne 23. července 1955 zvednuta pomocí jeřábů a v čase mezi 8:17 a 8:32 byla usazena na své místo v úrovni střech tribun stadionu ve výšce 15 metrů. Technickému provedení akce přihlížely stovky lidí, projekt vzbudil ohlas i v zahraničí. Stadion se díky tomu stal prvním krytým zimním stadionem na území Československa.

### Významná utkání
Dne 27. ledna 1949 při přátelském zápase Československo – USA se návštěva vyšplhala na rekordních 22 000 diváků, což je evidováno jako nejvyšší návštěva hokejového utkání v Československu i Česku.
Dne 6. února 1949 zde odehrály Vítkovice svůj první zápas proti Sokolu Královo Pole o postup do I. ligy před 9 000 diváky (nakonec do státní ligy postoupily oba týmy).
V roce 1959 se zde odehrála utkání skupiny C v rámci mistrovství světa v ledním hokeji mezi výběry Švédska, Itálie, Finska a SRN.
V roce 1961 zde bylo odehráno ostravské derby utkání Vítkovic s Baníkem o postup do I. ligy, které přilákalo téměř 14 000 fanoušků přímo na tribuny a dalších asi 5 000 zůstalo před zdmi stadionu.
V roce 1981 zde získaly Vítkovice svůj zatím poslední hokejový titul. Finálová skupina odstartovala v Ostravě, Vítkovice se v domácím prostředí nastartovaly k útoku na mistrovský titul, ale potvrdily jej až v Praze, kde se hrála odveta. Stadion tak mistrovské oslavy přímo nezažil.
Dne 25. března 1988 zde odehrály Vítkovice svůj poslední zápas proti Nitře (6:3), poté se přestěhovaly do nového Paláce kultury a sportu.

### Krasobruslení a další způsoby využití
Se stadionem je spojen vznik poválečné ostravské krasobruslařské školy, z níž lze za mnohé jmenovat např. sourozenecký sportovní pár Jana a Bohunky Šrámkových, mistrů republiky z roku 1967. Stadion byl dějištěm republikového mistrovství v krasobruslení v letech 1950, 1952, 1955, 1961 a 1966. Každoročně se zde konala divácky oblíbená představení tuzemských i zahraničních ledních revue. Ostravskou specialitou byla večerní veřejná bruslení s živou hudbou, kterou obstarávaly např. orchestry Karla Vlacha či Ivo Pavlíka.
Zvláště v 50. a 60. letech probíhal na stadionu celoroční program. Po skončení hokejové a bruslařské sezony (obvykle od března do září) sloužila hala jiným sportovním odvětvím jako tenisu, cyklistice, házené, boxu, sportovní gymnastice či řecko-římskému zápasu. Konaly se zde četné kulturní akce v podobě hudebních koncertů, estrádních vystoupení nebo filmového festivalu. Hala se využívala také k pořádání veřejných setkání, shromáždění a slavností, jako např. tradičního Dne horníků.

### Ukončování činnosti na stadionu
Závěrem 80. let a počátkem 90. let 20. století se hrály na stadionu už jen zápasy mládeže nebo přátelská utkání, zápasy poloamatérských a amatérských ostravských celků a samozřejmě se zde provozovalo veřejné bruslení.
Dne 26. října 1993 došlo k definitivnímu uzavření a zakonzervování stadionu, který tehdy fungoval už téměř čtyři roky bez ligového hokeje a Vítkovice i jiné týmy jej využívaly stále méně a méně až se jej vedení města rozhodlo nadobro uzavřít. V září 2003 byla zahájena demolice, k jejímuž dokončení došlo v roce 2004. Místo někdejší hokejové slávy ještě pár let poté připomínal název přilehlé autobusové zastávky Zimní stadion, ale i ta byla brzy přejmenována na Českobratrskou.

## Film
V roce 1978 se zde natáčely záběry pro film Město mé naděje.

## Současnost
V současné době není po stadionu ani památky, na jeho místě se nachází volně přístupné travnaté prostranství. To je udržováno jako územní rezerva pro plánované práce při prodloužení a zahloubení čtyřproudé komunikace ulice Místecké. Díky tomu bude obnovena autobusová zastávka, což umožní nové využití pozemku. V roce 2011 se spekulovalo, že by zde mohla vyrůst nová hala pro míčové sporty.